# Chenhu (köpinghuvudort i Kina, Hubei Sheng, lat 30,45, long 113,53)
Chenhu (kinesiska: 沉湖, 沉湖镇) är en köpinghuvudort i Kina. Den ligger i provinsen Hubei, i den centrala delen av landet, omkring 74 kilometer väster om provinshuvudstaden Wuhan. Antalet invånare är 60 342. Befolkningen består av 28 253 kvinnor och 32 089 män. Barn under 15 år utgör 17,0 %, vuxna 15-64 år 74 %, och äldre över 65 år 7,0 %.
Runt Chenhu är det tätbefolkat, med 613 invånare per kvadratkilometer. Närmaste större samhälle är Xiantao, 12,0 km sydväst om Chenhu. Trakten runt Chenhu består till största delen av jordbruksmark.
Genomsnittlig årsnederbörd är 1 638 millimeter. Den regnigaste månaden är maj, med i genomsnitt 242 mm nederbörd, och den torraste är december, med 28 mm nederbörd.